# ريتشارد د. هايدن
ريتشارد د. هايدن (بالإنجليزية: Richard D. Hayden)‏ هو سياسي أمريكي، ولد في 7 مايو 1928، وتوفي في 4 أغسطس 2017.